# 조선민주주의인민공화국 요리

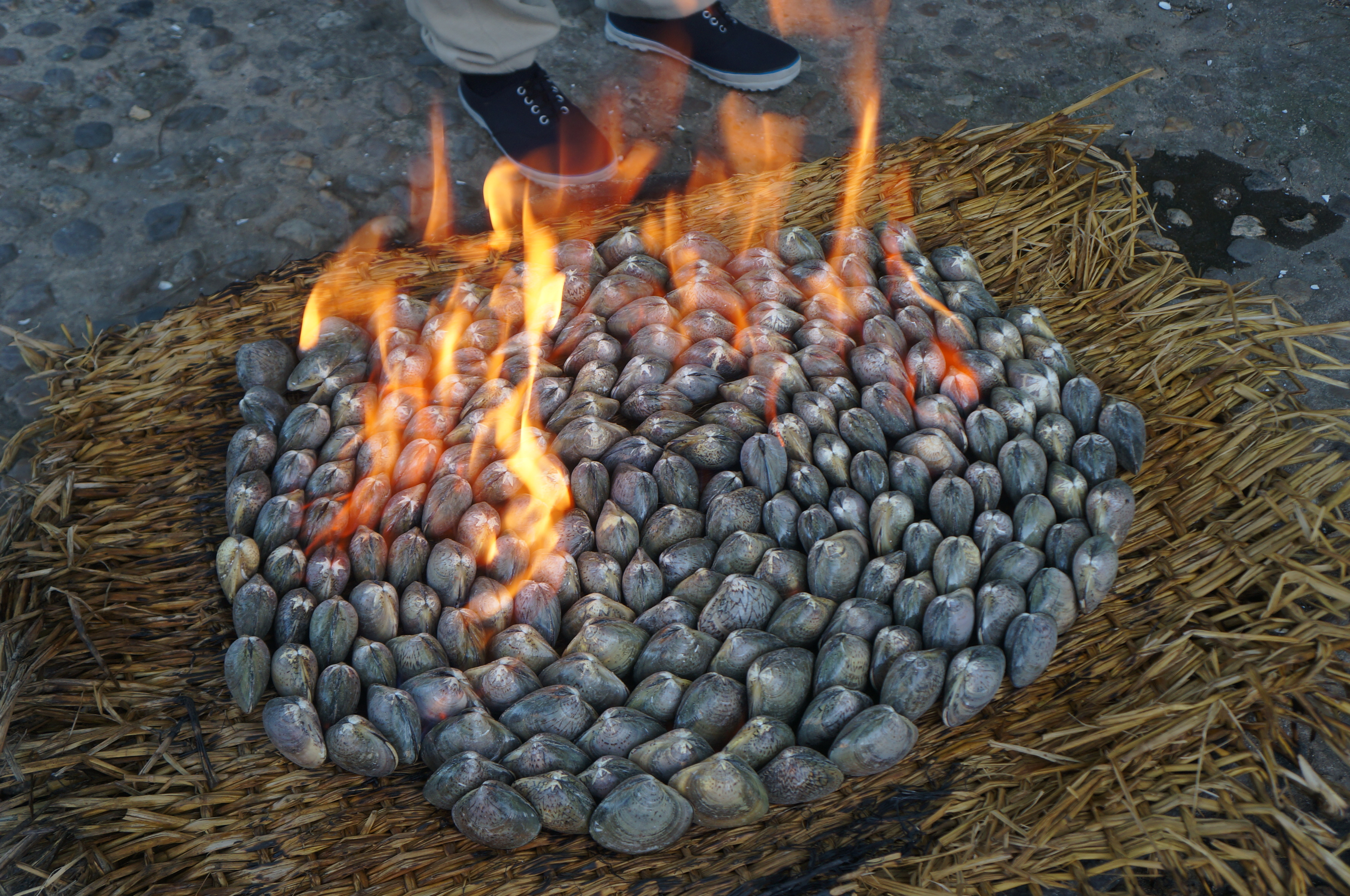
남포 조개구이

조선민주주의인민공화국 요리(朝鮮民主主義人民共和國料理, 문화어: 조선민주주의인민공화국 료리) 또는 북조선 요리(北朝鮮料理, 문화어: 북조선 료리)는 한국 요리(조선 요리)의 한 갈래로, 현재 조선민주주의인민공화국 관할 하에 있는 북한(북조선) 지역에서 발전한 고유의 요리이다. 조선민주주의인민공화국에서는 조선 요리(朝鮮料理, 문화어: 조선 료리)나 공화국 요리(共和國料理, 문화어: 공화국 료리)로 줄여 부르기도 한다. 대한민국에서는 실향민과 북한이탈주민에 의해 퍼져나갔으며, 북한 요리(北韓料理), 이북 요리(以北料理)로도 불린다.
가자미식해나 초계탕, 평양냉면 등 한반도(조선반도) 분단 이전부터 북부 지방에서 먹던 향토 요리와 현대에 북한 지역에서 탄생한 요리가 있다.

## 종류
평안도의 평양냉면, 함경도의 농마국수가 유명하다. 비빔냉면인 함흥냉면은 현재 함흥에서 먹지 않는 것으로 알려졌으나 함흥에서 유래해 대한민국에서는 이북음식으로 분류된다. 량강도에서는 감자 요리가 발달했으며, 황해도에서는 해주비빔밥 등이, 강원도에서는 해삼탕 등이, 개성에서는 만두가 유명하다.
현대 북한 요리로는 두부밥, 인조고기밥, 속도전떡 등 장마당 음식류, 밀쌈 등 패스트 푸드류, 콩사탕 등 당과류가 있다.

## 같이 보기
- 대한민국 요리